# Алън Гинсбърг
Ъруин Алън Гинсбърг (на английски: Irwin Allen Ginsberg) е американски поет-битник, икона на битническото и хипи-поколение от 60-те и 70-те години на XX век.

## Биография и творчество
Гинсбърг е роден на 3 юни 1926 г. в Ню Джърси. Син на Луис Гинсбърг, учител и поет, Гинсбърг учи в Колумбийския университет. Завършва го през 1948 г. Изучава мистиците, пътува много, обича Сезан, лежи в затвора, защото е обвинен като съучастник в престъпление, след като негови приятели складират откраднати вещи в неговия апартамент, и в психиатрична клиника. Поддържа връзки с Нийл Касиди, Джак Керуак, Уилям Канастра, Хърбърт Хънки, Боб Дилън и др.
Детството на Гинсбърг протича под влиянието на майка му, Наоми, руска емигрантка, радикална комунистка и убедена нудистка, страдаща от параноя. Тя смятала, че всички от семейството, както и целият свят, са против нея. В тази обстановка младият Алън се опитва да разбере света и себе си, както и своето увлечение към момчетата на неговата възраст.
Най-голямо въздействие върху младия Гинсбърг оказва поезията на Уолт Уитман. По съвет на баща си постъпва в Колумбийския университет, за да изучава право. Сдружава се с младите студенти-философи с нестандартно поведение, измежду които Люшън Кар, Джак Керуак, Уилям Бъроуз и Нийл Касиди, всички увлечени по наркотици, секс и литература, и имащи доста нестандартно обкръжение. Гинсбърг, най-младият и невинен член в този кръг от приятели, им помага да развиват литературните си способности, а те му влияят, като осмиват неговата наивна и книжна представа за света.
Напускайки учението, Алън влиза в компанията на наркомани и крадци от Таймс-скуеър (приятели на Бъроуз), пристрастява се към наркотиците (в началото бензедрин и марихуана), посещава гей барове в Гринуич Вилидж, уверявайки себе си и приятелите си, че е на прага на някакво велико поетическо озарение, което с Керуак нарекли „ново видение“. Страстното увлечение на Касъди заставя поета често да посещава приятеля си в Денвър и Сан Франциско, което впоследствие вдъхновява Керуак да напише романа „По пътя“. Състоянието на майка му по това време се влошава. Тя постъпва в болница, където ѝ правят лоботомия, но не след дълго почива. Сам Гинсбърг води необичайно ексцентричен живот. През лятото на 1948 г. достига такова състояние, в което му се привижда, че го посещава самият Уилям Блейк. Тогава той заявява на шега, че е намерил Бога.
Ситуацията рязко се променя, когато за престъпните деяния на приятелите на Гинсбърг го арестуват него и осъждат на затвор. Той се разделя с Бъроуз, изкарва курс по психоанализа и даже започва да се среща с жена, Хелън Паркър. Обявил се за хетеросексуален, Гинсбърг намира работа в рекламния бизнес в Емпайър Стейт билдинг, но я напуска, тъй като започва активно да се пише поезия. На 29 години има вече много стихотворения, но почти нищо не публикува. Усърдно предлагайки на издатели творбите на Керуак и Бъроуз, той съвсем нехае за своите. Въпреки това Гинсбърг става първият, получил слава в Америка като представител на битник-литературата, когато през октомври 1955 г. с огромен успех прочита своята поема „Вой“, станала наред с романа на Джак Керуак, публикуван две години по-късно, най-яркият израз на духа на поколението на битниците. В психиатричната болница, където се лекува, среща сродна по душа личност – Карл Соломон. Запознава се с Карлос Уилямс, на когото дава свои стихове. В началото ужасен, по-късно Уилямс проявява интерес и го съветва да пише интуитивно, да слуша ритъма на собствения си глас и да използва разговорната реч. Гинсбърг създава нова форма на стиха – свободния стих на дишането.
Гинсбърг пътува много, запознава се с будизма, участва в движението на хипитата, заедно с Тимоти Лири пропагандира ЛСД, живее в Куба и Прага, активно участва в акции на протеста против войната във Виетнам, оказва огромно влияние на рок-музикантите. В началото на 80-те години поетът даже излиза на сцената с пънк-групата „Клеш“. До последните си дни активно участва в поетични вечери, публикува свои произведения, занимава се с благотворителност и преподавателска дейност. Той е будист, почетен член на NAMBLA – „Северноамериканската Асоциация за Любовта Мъж-Момче“, защитник е на правата на сексуалните малцинства и е един от водачите на антивоенното движение.
Алън Гинсбърг умира на 71 години от рак на черния дроб, влошен от хепатит, 5 април 1997 г. в Ийст Вилидж, Ню Йорк.

## Списък на произведенията
- Вой и други стихове (Howl and Other Poems 1956)
- Кадиш и други стихове (Kaddish and Other Poems 1961)
- Истинските сандвичи ([Reality Sandwiches 1963)
- Новини от света (Planet News (1968)1968)
- Вратата на гнева: (The Gates of Wrath: Rhymed Poems 1948 – 1951 (1972)
- Падението на Америка (The Fall of America: Poems of These States 1973)
- Железен кон (Iron Horse 1974)
- Душата диша (Mind Breaths 1978)
- Одата за Плутон: Стихове (Plutonian Ode 1977 – 1980, 1982)
- Избрани стихове: (Collected Poems1947-1980, 1984)
- Стихове с бяло фередже: [White Shroud Poems1980-1985 (1986)
- Приветсвени стихове към света: (Cosmopolitan Greetings Poems1986-1993, 1994)
- Забележка към Вой (Howl Annotated 1995)
- Озарени стихове (Illuminated Poems 1996)
- Избрани стихове: (Selected Poems1947-1995, 1996
- Смърт и слава: Стихове (Death and Fame: Poems 1993 – 1997, 1999)

## Проза
- Deliberate Prose 1952 – 1995 (2000)
- The Book of Martyrdom and Artifice: First Journals and Poems 1937 – 1952 (2006)